# Étienne de Lassus Saint-Geniès
 (mai 2011).
Si vous disposez d'ouvrages ou d'articles de référence ou si vous connaissez des sites web de qualité traitant du thème abordé ici, merci de compléter l'article en donnant les références utiles à sa vérifiabilité et en les liant à la section « Notes et références ».
Pour les autres membres de la famille, voir Famille de Lassus.
Marie André Charles Étienne de Lassus Saint-Geniès, né le 7 juin 1887 à Paris 8e et mort le 2 juin 1979 à Lavelanet-de-Comminges (Haute-Garonne), est un industriel français, grand-officier de la Légion d'honneur, président de la société Thomson, de la Compagnie des Lampes, vice-président d'Alsthom.

## Sa famille
Descendant de Jean-Pierre de Lassus, arpenteur du Mississippi et anobli en 1742 comme capitoul de Toulouse, frère de Pierre-Joseph de Lassus-Marcilly, officier du génie, Étienne de Lassus Saint-Geniès est le 4e d’une fratrie de 6 enfants. Ses parents, musiciens amateurs de talent, Henri de Lassus Saint-Geniès, avocat et Alice Boissonnet sont amis de César Franck, Henri Duparc, Gabriel Fauré, Vincent d'Indy et Gounod qui leur ont parfois dédicacé des mélodies. 
Ayant perdu son père à l’âge de neuf ans, il est élevé par une mère exigeante et pieuse, elle-même secondée par son père, le général baron Estève Boissonnet, polytechnicien, officier d'artillerie arabisant, naguère gardien puis ami d’Abd El-Kader dont il traduisit les œuvres.

## Ses études et l'entrée dans la vie active
Si Étienne de Lassus Saint-Geniès ne réussit pas à suivre son grand-père et son frère aîné, François, à l'école Polytechnique, c’est en tant qu’ingénieur diplômé de l'École supérieure d'électricité (devenue Supélec) qu'il rentre à 23 ans chez Thomson, en 1910. C'était alors une société possédant et gérant des brevets, avec, pour seule exploitation industrielle, les matériels "lourds". Il fut affecté à la "plate-forme" de l'usine de Saint-Ouen où étaient conduits les essais de ces gros matériels. Il avait effectué son service militaire comme officier de Dragons, régiment basé à Épernay, et gardait le souvenir douloureux d'avoir été envoyé briser des grèves dans le Nord.

## La Première Guerre mondiale
Il effectue la guerre de 14/18, d'abord en France, puis dans les Balkans. Dans les marais du Vardar (Macédoine grecque, près de Thessalonique), infestés de moustiques et de guêpes, il côtoiera des officiers russes, et devra stopper des attaques de Bulgares. Avant sa démobilisation, il fit partie d'une délégation d'armistice en Roumanie.
Une partie de ses permissions furent prises au Thoron à Talloires, chez Gustave Noblemaire, ami de la famille. Étienne avait un penchant certain pour sa petite fille Madeleine Margot, qu’il épousera deux mois après l'Armistice ! Elle est la fille de Maurice Margot, directeur général du PLM, qui a unifié les chemins de fer français durant la 1re guerre mondiale.

## L'entre-deux-guerres
Il épouse Madeleine Margot le 16 janvier 1919 à Paris.
De retour à la Thomson, Étienne de Lassus devient en 1922 chef du département Électrification des Chemins de fer, et s'occupe, entre autres, de l'électrification de la ligne Tarbes-Toulouse, aux pieds des Pyrénées de son enfance. Il rejoint la direction générale du groupe en 1925, y côtoie de grands patrons qu'il admire, et qui apprécieront vite sa valeur : le financier Jean Parmentier, Robert Hecker qui l'appelle à la direction des services en 1928, et auquel il succède en 1935 comme administrateur délégué, enfin Auguste Detœuf, auquel il succèdera, lorsqu'en décembre 1940 Vichy créera la fonction de Président-directeur général.
Sous l'égide des grands patrons susnommés, il travailla en 1928 à la fusion du matériel électrique et du mécanique (ferroviaire) lourds en mariant l'Alsacienne de constructions électriques et les départements similaires de la Thomson pour créer l'Alsthom. La Thomson avait alors conservé en propre l'exploitation d'un domaine technique assez réduit. S'ouvrit alors une phase industrielle, de développement, d'élargissement à de nouveaux domaines. C'est du côté des applications de la T.S.F. que se tournèrent tous ses efforts. Il saisit toute l'importance de la mise en valeur des nouvelles inventions : émission réception des ondes hertziennes (prise de contrôle de Ducretet), fabrication des électrophones, pick-up, appareils de cinéma parlant. S'entourant des conseils des plus hautes personnalités musicales françaises, la reproduction sonore atteint des perfectionnements inconnus alors. Sous sa direction immédiate l'usine de Nanteuil est entreprise en 1929. Il pressentit de même l'importance des futures liaisons internationales par câbles, racheta en 1930 et développa la société des Tréfileries de Chauny, ouvrit l'usine de Bohain. Pour ce faire il recruta les ingénieurs les plus brillants pour s'atteler à ce domaine qui, au départ n'avait rien de très excitant du point de vue technique. 
En 1938 c'est le contrôle de la Compagnie Générale de Radiologie avec laquelle il lance la Thomson dans le domaine des rayons X, radiodiagnostic et médecine nucléaire.

## La Seconde Guerre mondiale
Durant la Seconde Guerre mondiale, il s'agit d'assurer un minimum d'activité aux usines, pour sauvegarder l'emploi du personnel, et de résister, autant que faire se peut, aux exigences de l'ennemi. C'est ainsi qu'aucun armement ne sortira des usines Thomson, alors qu'en 1939 l'usine de Nevers fabriquait des hélices d'avion de combat. Très discret sur toute cette période, Étienne de Lassus gardera le silence pendant comme après. On sait qu'il utilisa telle ou telle usine éloignée pour protéger des membres du personnel juifs, s'ingénia à faire passer clandestinement du matériel radioélectrique à la Résistance. Il y noua de solides amitiés avec de grands résistants, futurs hommes politiques de premier plan, comme Félix Gaillard, Maurice Bourgès-Maunoury, Jacques Chaban-Delmas. « Malgré tout le zèle déployé par les "comités d'épuration" qui se formèrent à la Libération, aucun "acte de collaboration" ne put être relevé contre ses dirigeants, pas plus qu'elle (la Thomson) ne fut passible de la confiscation de profits illicites ».
Après le deuil de son frère François, mort pour la France en 1940 -  comme son cousin Charles de Lassus, en 1916 - Étienne de Lassus Saint-Geniès était fier que Jean-Pierre de Lassus Saint-Geniès, le fils de ce dernier, s'illustre dans les maquis de la Résistance : sous le pseudonyme de colonel Legrand, celui-ci commandait les FFI de la Drôme, et libéra Valence. Étienne de Lassus entretint une correspondance codée avec son frère cadet, Gaston, officier en captivité en Allemagne. C'est ainsi qu'il donnait des nouvelles de Dourif (désignant les Américains sous le nom d'un ami vivant aux États-Unis) qui séjournaient à La Touche (propriété algérienne des Boissonnet désignant tour à tour l'Algérie, la France libre, le Général de Gaulle), ou évoquait les « voyages » de feu la comtesse de Ségur (née Rostopchine) et désignant l'Union soviétique). Lorsque son fils Raymond lui annonça qu'il était lui-même trop engagé dans la Résistance, il couvrit sa disparition, afin qu'elle ne parût suspecte aux yeux de quiconque. Ainsi était-il, discret, sobre, peu enclin à s'épancher, et toujours ferme dans ses convictions. Raymond de Lassus fut arrêté, torturé et déporté dans le camp nazi de Neuengamme dont il sortira, miraculeusement rescapé, en 1945.

## L'après-guerre
De facto à la tête de la Thomson depuis 1935, Étienne de Lassus avait mis à profit le sommeil industriel des années sombres pour imaginer, définir, mettre en application ce qui devait devenir la Thomson du futur. 
"Sa vision claire de l'avenir lui fait pressentir l'importance que vont prendre les secteurs de l'électronique professionnelle, de la radio et de la télévision, de la radiologie et de l'électroménager. Il décide de leur donner une place prépondérante dans les activités du groupe en leur consacrant tous les moyens matériels et humains dont il peut disposer".
Son génie de grand capitaine d'industrie fut d'allier des qualités de visionnaire, de réalisateur et de meneur d'hommes. 
"Il voyait loin, pressentait les choses, mais savait les réaliser. Toujours du concret, loin des rêves stériles, il menait avec audace ses entreprises sachant prendre des risques qui auraient pu effrayer s'ils n'avaient été soigneusement calculés" . 
Il sentit le besoin d'équipement des ménages français, bâtît et développa des usines d'électroménager (première usine française de fabrication de compresseurs de réfrigérateurs à Nevers en 1954, machines à laver, cuisinières Pied-Selle), de radio, puis de télévision (usine d'Angers en 1958) etc. Enfin et surtout il créa de toutes pièces le département d'électronique, s'alliant pour cela à ses amis de la General Electric Company aux États-Unis. L'activité allait des composants, semi-conducteurs, aux émetteurs de radio et télévision, auxquels vinrent se joindre les radars d'aviation, au sol puis embarqués.
Sa dernière grande œuvre, qui allait changer radicalement la compagnie, fut d'engager la Thomson dans le domaine de l'électronique d'armement. Au début des années 1950 il s'agissait pour l'OTAN de fabriquer en Europe les missiles de défense Hawk, engins sol-air. Alors que le domaine était inconnu, il réussit à faire admettre la Thomson comme chef de file d'un groupement Européen d'études et de fabrication des engins, lui faisant attribuer la part du lion. Ce n'est qu'à la suite qu'il créa et bâtit le centre d'études et de recherche électroniques de Bagneux. Le sol de Bagneux étant constitué de vieilles carrières de craie, il fallut asseoir les bâtiments sur des pylônes de béton précontraint : ce fut une première, réalisée avec l'aide de son éminent ami Albert Caquot, membre de l'Institut. Il inaugura ce centre, dont il était particulièrement fier, en mars 1958, à l'âge de 70 ans. 
Dans le domaine des fusions d'entreprises et de concentration industrielle, il fut un précurseur, car la chose, si fréquente aujourd'hui, ne l'était guère alors. On a vu qu'il avait participé en 28 à la création de l'Alsthom (dont il ne fut que vice-président ne pouvant mener de front la charge trop lourde de la Thomson et de l'Alsthom). Plus tard, il fit entrer dans le capital la Générale d'Électricité avec son ami Ambroise Roux. Tout était ainsi prêt pour la fusion ultérieure de cet ensemble qui devait donner Alcatel-Alsthom, première entreprise industrielle française de la fin du XXe siècle. De même il fit en sorte que tout soit prêt pour qu'après lui la Thomson rachète son concurrent CSF pour donner la Thomson-CSF, et Brandt, pour devenir le no 1 européen de l'électroménager et de la télévision. On sait que l'électroménager a depuis été bradé par le PDG de la Thomson nationalisée, qui a cependant conforté la place de leader de Thomson en matière de télévision. 
Dans le domaine de l'éclairage, président de la Compagnie des Lampes (Mazda), il acheta avant la guerre la petite entreprise Auto-lampes qui détenait le brevet des lampes jaunes pour automobiles : on juge du développement là aussi. 
Son intention était de se retirer à 70 ans, mais les banques et le conseil d'administration lui demandèrent expressément de continuer jusqu'à 73 ans. C'est donc en 1960, après 50 années consacrées à la Thomson, dont 25 ans à sa tête, qu'Étienne de Lassus, se retira des affaires : sous sa direction, l'effectif du groupe a quintuplé, et le chiffre d'affaires multiplié par 9. (dans les 15 ans qui suivirent, grâce aux fusions qu'il avait préparées, l'effectif et le CA devaient croître encore dans les mêmes proportions respectives).
En 1977, J-M Fourier, son successeur à la compagnie des Lampes, et directeur financier de la Thomson résumait ainsi son action : "M. Étienne de Lassus Saint-Geniès, plus amicalement connu comme le baron de Lassus, a porté, avec panache et le respect des hautes traditions, le Groupe vers des destinées entièrement nouvelles, l'électroménager, la télévision, l'électronique professionnelle, prémices de sa puissance actuelle, tant il avait su distinguer là des champs de bataille industriels futurs. Il mobilisa toutes les ressources du groupe pour l'investissement et la conquête, tant étaient vastes, après la guerre, les possibilités d'action. Il laissa à son successeur, M. Ernest Cordier, son ami, homme de paix et de grand conseil, le soin de réussir avec éclat les nécessaires armistices après le combat." 
En juin 1979, lors de l'assemblée générale ordinaire qui a suivi sa mort, son successeur à la Thomson, M. Walhain, évoqua sa mémoire, fait rare dans un tel cadre : "pendant cette période agité (39/45) il sut, après avoir préservé l'existence de la société, donner à son activité les orientations d'avenir qui ont constitué la base de la plupart de nos développements actuels. Avec une intuition exceptionnelle, il investit tous les moyens dont il disposait dans les industries naissantes en Europe, qui étaient alors l’Électronique Professionnelle, les matériels Grand Public, l'instrumentation médicale, et qui devaient connaître au cours des décennies suivantes des croissances remarquables. Nous n'oublierons pas les services que le Président de Lassus a ainsi rendus à notre groupe ; sa clairvoyance, son courage, son intelligence et son panache ont profondément marqué tous ceux qui ont eu le privilège de le bien connaître et d'apprécier son attachante personnalité." 
Son autorité morale était telle qu'Ambroise Roux lui demanda de rester Président de la Compagnie des Lampes jusqu'à 82 ans, et que Valéry Giscard d'Estaing, alors ministre des Finances, lui demanda, à près de 85 ans, de revenir encore arbitrer un conflit. 
"Ce dont il était le plus fier, c'est, à partir de presque rien, d'avoir su créer, animer, rendre terriblement efficaces dans de multiples domaines des milliers d'ingénieurs, de cadres, dont beaucoup de très haut niveau, et d'en être le chef incontesté et admiré. Les gens de tout niveau, lui étaient fidèles et plus que dévoués. Il était pleinement le chef"[réf. nécessaire].
À côté de cela, bien cachée, son âme d'artiste, héritée de ses parents. Mécène, il soutint, par exemple, les explorations du Commandant Cousteau, équipant en matériel d'éclairage sous-marin son navire la Calypso. Il avait créé à la Thomson les Éditions du Tambourinaire, où il fit publier les écrits de son patron et prédécesseur Auguste Detœuf, sous le pseudonyme de Barenton, dont les savoureux "propos d'un confiseur" ; il y publia également les œuvres de Maurice Ravel. Avec l'apparition du microsillon en 48, il lance la marque l'Oiseau-lyre et fait enregistrer et graver les interprétations de orchestre de chambre Pro Arte, sous la direction de Kurt Redel. Avec Mazda, il fit illuminer pour la première fois Chambord en 1937, puis Versailles en 1954.